# Tom Saintfiet
Tom Saintfiet (Mol, 29 de março de 1973) é um ex-futebolista e treinador de futebol belga que atuava como meio-campista. Atualmente comanda a seleção do Mali.

## Carreira

### Como jogador
Saintfiet teve uma curta e inexpressiva carreira como jogador, tendo passado por KFC Mol, Wezel Sport, Lommel, Geel e Westerlo na base, e jogou profissionalmente por Stade Leuven, Zwarte Duivels, Oude God Sport e FC Boom, deixando os gramados em 1997.

### Como treinador
Em 1997, Saintfiet iniciou a carreira de técnico nas divisões inferiores do futebol belga, comandando o FC Zammel por um ano. Treinou ainda as categorias de base do Dessel Sport por 2 anos antes de ser liberado para treinar o Satellite Abidjan, clube de pequena expressão da Costa do Marfim, em 2000. Ele treinou também o B71 das Ilhas Faroe, entre 2002 e 2003.
Comandou também o Telstar (Segunda Divisão Holandesa), o Al-Gharafa (Qatar), a Seleção Qatariana Sub-17, o Cloppenburg (Oberliga, a sexta divisão alemã), o RoPS (Segunda Divisão da Finlândia), o Shabab Al-Ordon (Jordânia), o Young Africans (Tanzânia) e o Free State Stars (África do Sul), tendo sido também diretor-técnico do Emmen (que também jogava a Segunda Divisão dos Países Baixos na época) entre 2006 e 2007.
Seu primeiro trabalho de destaque foi com a seleção da Namíbia, entre 2008 e 2010. O desempenho na Copa Cosafa de 2008 (realizada na África do Sul) fez com que Saintfiet fosse apelidado de The Saint (O santo, num trocadilho com o sufixo "Saint"), e também de Messias pelos jornais namibianos. Seu trabalho à frente da Seleção da Namíbia credenciou-o a ser contratado para treinar o Zimbábue. Entre 2010 e 2016, comandou as seleções da Etiópia, Iêmen, Malaui e Togo.
Seus últimos trabalhos foram nas seleções de Trinidad e Tobago, Bangladesh e Malta, mas as passagens do treinador pelas equipes duraram pouco tempo. Em julho de 2018, foi anunciado como novo treinador da Gâmbia, sucedendo Sang Ndong, levando os Escorpiões às quartas-de-final da Copa Africana de Nações de 2021. Na edição seguinte, disputada na Costa do Marfim, a Gâmbia não repetiu o desempenho e caiu na primeira fase, fazendo com que Saintfiet deixasse o cargo após a campanha.
Em fevereiro de 2024, foi anunciado como técnico das Filipinas, substituindo o alemão Michael Weiß. Deixou o cargo em agosto, às vésperas do início do Torneio Merdeka (sediado na Malásia) - em seu contrato, havia uma cláusula que permitia a Saintfiet voltar ao continente africano. Horas depois, foi anunciado como substituto de Éric Chelle no comando da seleção do Mali.

## Acusação de racismo contra Keshi
Em agosto de 2013, o treinador acusou Stephen Keshi, então comandante da Seleção Nigeriana, de racismo, após o ex-zagueiro dizer que Saintfiet “era um branco que não conhecia o futebol africano” e que “deveria voltar para a Bélgica”. O incidente era uma resposta ao pedido de The Saint em não jogar a partida entre as Super Águias e a Seleção do Malaui, na cidade de Calabar, por questões de segurança. O belga chegou a levar o caso para a FIFA, porém nada foi comprovado.

## Títulos
Young Africans
- Copa Interclubes da CECAFA: 2012